# AIM-120 AMRAAM

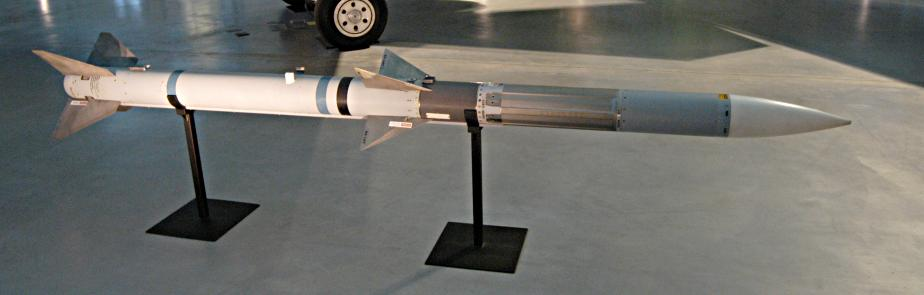
AIM-120 AMRAAM

De AIM-120 AMRAAM (Advanced Medium Range Air-to-Air Missile) is een moderne middellange-afstands-lucht-luchtraket, een raket die is ontworpen om vanuit een vliegtuig andere vliegtuigen neer te halen. De raket wordt ook steeds vaker gebruikt als luchtafweerraket, waarbij de raket vanaf de grond wordt gelanceerd op vijandelijke toestellen. Zijn bijnaam is "Slammer".

## Ontwikkeling
De ontwikkeling van de AMRAAM komt voort uit een afspraak tussen de Verenigde Staten en enkele andere NAVO-landen om lucht-luchtraketten gezamenlijk te ontwikkelen. Volgens deze afspraak zou Amerika de middellange-afstandsraket (AMRAAM), en Europa de volgende generatie korte-afstandsrakketen (ASRAAM) ontwikkelen. Het stuklopen van deze afspraak leidde tot de door Europa ontwikkelde middellange-afstandsraket MBDA Meteor, de concurrent van de AMRAAM. Voor de korte afstand zorgde Amerika voor een opwaardering van de AIM-9 Sidewinder en ontwikkelde Europa de AIM-132 ASRAAM. De AIM-120A werd in September 1991 in gebruik genomen. De AMRAAM volgt de AIM-7 Sparrow op.

## Werking
De AMRAAM is een doelzoekende raket die door middel van een actieve radar zijn doelen zoekt. Ook maakt hij gebruik van een traagheidsnavigatiesysteem. Hierbij gebruikt de raket informatie over de versnellingen in verschillende richtingen om zijn plaats te bepalen. De AMRAAM is geen "fire-and-forget" raket. De raket wordt in de eerste fase van zijn vlucht naar het doel begeleid door de radar van het lancerende toestel. Als het doel binnen het bereik valt van de eigen radar van de raket (ongeveer 25 km) zal hij 'autonoom' verder zijn vlucht naar het doel vervolgen en kan de piloot zijn aandacht aan een volgend doel besteden.

## Specificaties
- Belangrijkste functie: lucht-luchtraket
- Motor: vastebrandstofmotor
- Snelheid: Mach 4
- Bereik: 75 km (voor de C-versie 110 km)
- Lengte: 3,66 meter
- Diameter: 0,178 meter
- Spanwijdte: 0,526 meter
- Explosief: Scherfgranaat
  - 23 kilogram hoogexplosief voor de A & B
  - 18 kilogram hoogexplosief voor de C
- Massa:152 kilogram
- Richtsysteem: INS, actieve radar
- Introductie: september 1991
- Kosten: $340,000